# Tvorba cen
Tvorba cen (někdy též cenotvorba) znamená stanovování cen nabízených služeb a zboží podnikatelem či firmou. Způsob rozhodování o tvorbě ceny v souladu s cíli podniku, jeho pozicí na trhu a omezujícími podmínkami, jako jsou zákony, se nazývá cenová politika. Cenotvorba je dle některých autorů  považována za nejnáročnější část marketingového mixu, neboť je velmi obtížné odhadnout, jak budou zákazníci a konkurenti stanovenou cenu vnímat. Cenová rozhodnutí přitom přímo ovlivňují tržní výkonnost firmy a její rentabilitu. Správně stanovená cena je nejefektivnější způsob, jak firma může maximalizovat svůj zisk, na čemž závisí úspěch podniku. Optimální cena může přispívat k růstu zisku dokonce významněji než růst obratu.
Tvorba cen a samotné stanovení správné ceny má významný vliv na hospodaření jednotlivých firem. Stanovená cena ovlivňuje poptávku, postavení firmy vůči konkurenci a celkové postavení na trhu, má informativní hodnotu pro kupujícího. Samotné rozhodování o ceně při tvorbě marketingové strategie je jedním z klíčových procesů. Je velice důležité správně odhadnout reakce zákazníků na různé výše ceny určitého zboží. Přitom musíme brát v úvahu i výrobní náklady, náklady na distribuci a marketingovou komunikaci, ale i různá omezení, například legislativní, etická, či konkurenční.

## Faktory ovlivňující tvorbu ceny
Cena výrobků a služeb je v prvé řadě ovlivněna samotným záměrem organizace, která je prodává. Cílem organizace může být co největší obrat a zisk, který akcionářům společnosti přinese uspokojivou návratnost jejich vynaložené investice, dále například cíl v podobě získání vedoucího postavení značky na trhu, což se obvykle projevuje vyššími cenami oproti konkurenci. Na druhé straně stojí zejména organizace působící především ve veřejném sektoru, které se mnohdy pokoušejí svoje zákazníky přesvědčit o koupi právě jejich výrobků, a to i za předpokladu snížení ceny, či poskytnutí výrobku zdarma. Nezáleží tedy na typu zvolené strategie, nejprve je potřebné zcela jasně určit cíle cenové politiky a potom až stanovit finální úrovně cen. Nejdůležitější činitelé, které ovlivňují rozhodování o cenách jsou:
- Cíle cenové politiky
- Náklady
- Ostatní prvky marketingového mixu
- Požadavky členů distribučních kanálů
- Pohled zákazníka
- Konkurence
- Zákony a předpisy

## Metody tvorby cen

### Nákladově orientovaná tvorba cen
Nejčastější metodou v kategorii nákladově orientovaných cen je tzv. metoda stanovení ceny přirážkou. Ta v praxi znamená, že se k celkovým nákladům na produkt přičte tzv. přirážka nebo marže. Někteří prodejci přímo zákazníkům uvádějí, že budoucí cena produktu bude stanovena jako celkové náklady s určitou přirážkou. Tato tvorba cen se často nepovažuje za smysluplnou, neboť ignoruje poptávku a ceny konkurence. Výsledná cena stanovená přirážkovou metodou tak pravděpodobně nevede ke stanovení ceny optimální.
Další metoda v této kategorii je stanovení ceny pomocí cílové rentability (též metoda analýzy bodu zvratu). Tato metoda vychází z bodu zvratu. Na základě nákladové funkce - součet fixních a variabilních nákladů firma vypočte celkové náklady. Následně si určí cenu výrobku a prodané množství produktů, kdy firma dosáhne bodu zvratu. Pokud si stanoví jako cíl určitou výši zisku, musí pro jeho získání zvýšit cenu nebo prodané množství výrobků. Tato metoda ovšem stejně jako předchozí nebere v úvahu nižší poptávku při zvýšení ceny.
Obě tyto metody pomáhají firmě určit minimální cenu, která pokryje náklady a případný zisk, ale nebere se v potaz závislost mezi výší ceny a poptávkou.

### Hodnotově orientovaná tvorba cen
Tato metoda tvorby cen je založená na vnímání hodnoty produktu kupujícím, nikoliv prodávajícím. Proces tvorby ceny je tedy obrácený. Marketingové oddělení nejdříve zjistí hodnotu vnímanou zákazníkem, na základě níž určí cílovou cenu. Podle výše cílové ceny poté firma přizpůsobí návrh a výrobu výrobku.
Stále více firem přijímá strategii stanovení ceny podle vnímané hodnoty. Tato metoda se zaměřuje na to, aby zákazníkům nabídla správnou kombinaci kvality produktů za přijatelnou cenu.
Další metodou hodnotově orientované cenotvorby je strategie každodenních nízkých cen (EDLP – everyday low pricing), která je založená na stálých nízkých cenách zboží. Tato strategie má ke stanovení cen jiný přístup, než v České republice hojně používané strategie „vysoká-nízká“ (high-low), kdy se většinou zboží prodává za vyšší ceny, ale pravidelně se objevují akční nabídky, kdy je cena nižší, než při použití EDLP. V maloobchodě v USA v poslední době převážila velkou měrou strategie EDLP, neboť neustále se opakující výprodeje a reklamní akce jsou nákladné a narušují důvěru a vnímání cen zákazníků.

### Poptávkově orientovaná tvorba cen
Při tomto postupu určování ceny prodávající nevychází z předpokladu, že základem ceny jsou její náklady, nýbrž bere v potaz zejména charakteristické chování jednotlivých zákazníků a vlastnosti výrobku. Nutným předpokladem pro použití poptávkově orientované tvorby cen je znalost průběhu poptávky po produktu, díky čemuž firma zjistí množství produktu, které může při různých cenách prodat. Podle toho vedení firmy následně stanoví cenu, která vede k nejvýraznějšímu rozdílu mezi očekávanými výnosy a náklady, a je tedy nejziskovější. Nevýhodou této metody je to, že odhadnout poptávku je obecně poměrně složitý úkol, kdy kalkulujeme s odhady pesimistickými, optimistickými a nejpravděpodobnějšími. Odhad poptávky po produktu se nejčastěji provádí prostřednictvím dotazování potenciálních zákazníků, expertními odhady, analýzou minulých dat či testováním trhu.

### Stanovení ceny podle konkurence
Při použití metody stanovení ceny podle konkurence určuje firma své ceny s menším ohledem na své náklady či poptávku, zato převážně podle cen, které mají její konkurenti. Tuto cenu buď zachovávají stejnou, nebo jenom o málo vyšší či nižší.